# Svenska idrottsgalan 2001

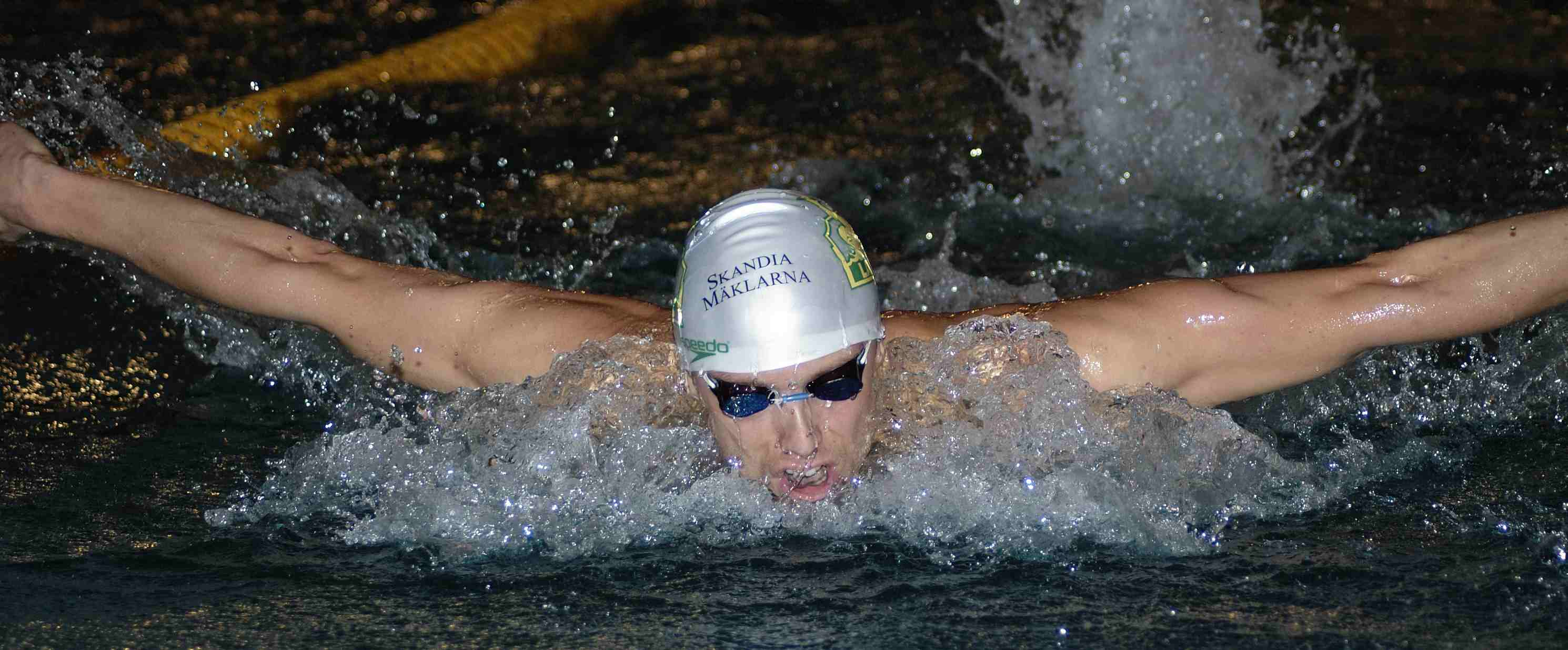
Simmaren Lars Frölander fick 2001 ta emot priset för Årets manlige idrottare år 2000.

Svenska idrottsgalan 2001 hölls i Globen den 22 januari 2001. Kristin Kaspersen och Leif ”Loket” Olsson var programledare.
Priser till Sveriges bästa idrottare under 2000 delades ut i följande kategorier. Årets kvinnliga idrottare, Årets manlige idrottare, Årets lag, Årets ledare, Årets nykomling, Årets prestation och Årets idrottare med funktionshinder. Även Jerringpriset och TV-sportens Sportspegelpris delades ut. Dessutom kunde tittarna rösta på Tidernas idrottsögonblick.

## Priser
| Pris                                | Prisutdelare | Nominerade | Vinnare                                                    |                                                            |
| ----------------------------------- | ------------ | --- | ---------------------------------------------------------- | ---------------------------------------------------------- |
| Årets kvinnliga idrottare           |              | Therese Alshammar, simning Kajsa Bergqvist, friidrott Magdalena Forsberg, skidskytte Pia Hansen, sportskytte            | Therese Alshammar, simning                                 |                                                            |
| Årets manlige idrottare             |              | Lars Frölander, simning Jan-Ove Waldner, bordtennis Kenny Bräck, motorsport Mikael Ljungberg, brottning                 | Lars Frölander, simning                                    |                                                            |
| Årets lag                           |              | Sveriges herrlandslag i handboll Herrlandslaget i bowling Herrlandslaget i bordtennis Damlandslaget i simning           | Herrlandslaget i bordtennis                                |                                                            |
| Årets ledare                        |              | Bengt Johansson, handboll Hans Chrunak, simning Ulf Carlsson, bordtennis Sven-Göran Eriksson, fotboll                   | Hans Chrunak, simning                                      |                                                            |
| Årets nykomling                     |              | Jonas Edman, sportskytte Henrik Nilsson & Markus Oscarsson, kanot Carolina Klüft, friidrott Henrik Zetterberg, ishockey | Jonas Edman, sportskytte                                   |                                                            |
| Årets prestation                    |              | Lars Frölander, simning Kajsa Bergqvist, friidrott Jonas Edman, sportskytte Mikael Ljungberg, brottning                 | Lars Frölander, simning                                    |                                                            |
| Årets personlighet                  |              | | Mikael Ljungberg, brottning                                |                                                            |
| Årets idrottare med funktionshinder |              | Jonas Jacobsson, sportskytte Johnny Eriksson, bordtennis Torbjörn Svenningsson, orientering Cecilia Ferm, basket        | Jonas Jacobsson, sportskytte                               |                                                            |
| Jerringpriset                       |              | Vinnare: Magdalena Forsberg, skidskytte                                                                                 | Vinnare: Magdalena Forsberg, skidskytte                    | Vinnare: Magdalena Forsberg, skidskytte                    |
| Bragdguldet                         |              | Vinnare: Lars Frölander, simning                                                                                        | Vinnare: Lars Frölander, simning                           | Vinnare: Lars Frölander, simning                           |
| TV-sportens Sportspegelpris         |              | Vinnare: Heidi Andersson, armbrytning                                                                                   | Vinnare: Heidi Andersson, armbrytning                      | Vinnare: Heidi Andersson, armbrytning                      |
| Tidernas idrottsögonblick           |              | Vinnare: Thomas Ravellis straffräddning i Fotbolls-VM 1994                                                              | Vinnare: Thomas Ravellis straffräddning i Fotbolls-VM 1994 | Vinnare: Thomas Ravellis straffräddning i Fotbolls-VM 1994 |

### Fotnoter
1. ↑  ”Svensk mediedatabas”. http://smdb.kb.se/catalog/id/001758396. Läst 16 september 2011.